# Гришко Володимир Данилович
Володимир Данилович Гришко (нар. 28 липня 1960 р. у Києві) — Народний артист України (1996), лауреат Національної премії України ім. Т.Г. Шевченка, нагороджений Орденом князя Ярослава Мудрого V ст. (жовтень 2005), повний кавалер ордену За заслуги, соліст Metropolitan Opera (Нью-Йорк), соліст Маріїнського театру з 1996 по 2006 рік (Санкт-Петербург).

## Музична кар'єра
З семи років співав у хорі «Щедрик». Закінчив Київське музичне училище ім. Р. М. Гліера в 1982 спеціальність класична гітара, в цьому ж році поступає до Київської консерваторії. З 1988 році, бувши студентом консерваторії починає працювати в Національному театрі опери та балету як соліст-стажер. В 1989 закінчує Київську консерваторію як вокаліст (клас В.Тимохіна) та поступає до аспірантури при консерваторії. В 1990, будучи аспірантом НМАУ, отримав звання Заслуженого артиста України.
В ці роки активно виступає на міжнародних конкурсах та здобуває нагороди:
- 1988 — Республіканський конкурс вокалістів ім. М.Лисенка (м. Київ, I премія);
- 1989 — Міжнародний конкурс оперних співаків (м. Марсель, III премія),
- Всесоюзний конкурс вокалістів ім. М.Глінки (м. Рига, II премія),
- Міжнародний конкурс вокалістів ім. Ф.Віньяса (м. Барселона, спец. приз Пласідо Домінґо та звання «Найкращий тенор», ґран-прі);
- 1990 — Міжнародний конкурс вокалістів (м. Тулуза, ґран-прі).
- З 1990 В.Гришко — соліст Національної опери. В 1991 закінчує аспірантуру (клас професора З.Христич).
- З 1996 — соліст Метрополітен-опера (Нью-Йорк) та Маріїнського театру (1999-2008 р.,  Санкт-Петербурґ).
- У 1996 отримав почесне звання «Народний Артист України».
- В 2001 став Лауреатом Національної премії України ім. Т.Шевченка.

### Оперні партії
- Рудольф, Пінкертон (відповідно — «Богема», «Мадам Баттерфляй» Дж. Пуччіні),
- Ленський («Євгеній Онеґін» П.Чайковського),
- Ісмаїл, Альфред, Герцоґ, Махдуф («Набукко», «Травіата», «Ріґолетто», «Макбет» Дж. Верді),
- Паоло («Франческа да Ріміні» С.Рахманінова),
- Фауст («Фауст» Ш.Гуно),
- Ликов («Царева наречена» М.Римського-Корсакова),
- Грицько («Сорочинський ярмарок» М.Мусорґського),
- Едґар («Лючія ді Ламмермур» Г.Доніцетті),
- Хозе («Кармен» Ж.Бізе),
- Андрій («Запорожець за Дунаєм» Гулака-Артемовського),
- Петро («Наталка Полтавка» М.Лисенка),
- Марко («Наймичка» М.Вериківського),
- Володимир Ігорович («Князь Ігор» О.Бородіна) та ін.

### Компакт-диски
- «Українські народні пісні», «Італійські і іспанські пісні» (з ансамблем народних інструментів «Рідні наспіви»; художній керівник Мамалига),
- «Українські народні пісні» (з Національним оркестром народних інструментів України, художній керівник Гуцал),
- «Арії з італійських опер» та «Арії з російських опер для тенора» (з Заслуженим академічним симфонічним оркестром Національної радіокомпанії України, художній керівник В.Сіренко).
- Russian opera arias (Naxos, Hon Kong)
- The Snow Maiden (Chandos, Canada)
- True Symphonic Rockestra (TSR, Germany)
- Мольба (Moon records)
- Необъяснимая (Moon records)

### Викладацька діяльність
З 2006 викладає в НМАУ (2019 отримав вчене звання професора). Серед випускників В. Гришка - Андрій Кимач. У 2018 заснував приватний навчальний заклад «Академія мистецтв Володимира Гришка»

## Цікаві факти
Колекціонує раритетні авто . Володіє Ferrari F430, яку йому подарував один україно-російський олігарх та Lamborgini Gallardo, котра належала дочці мера Києва Черновецького, а потім депутату Миколі Лісіну, котрий її розбив вщент, але згодом автомобіль було відновлено 